# Hospital

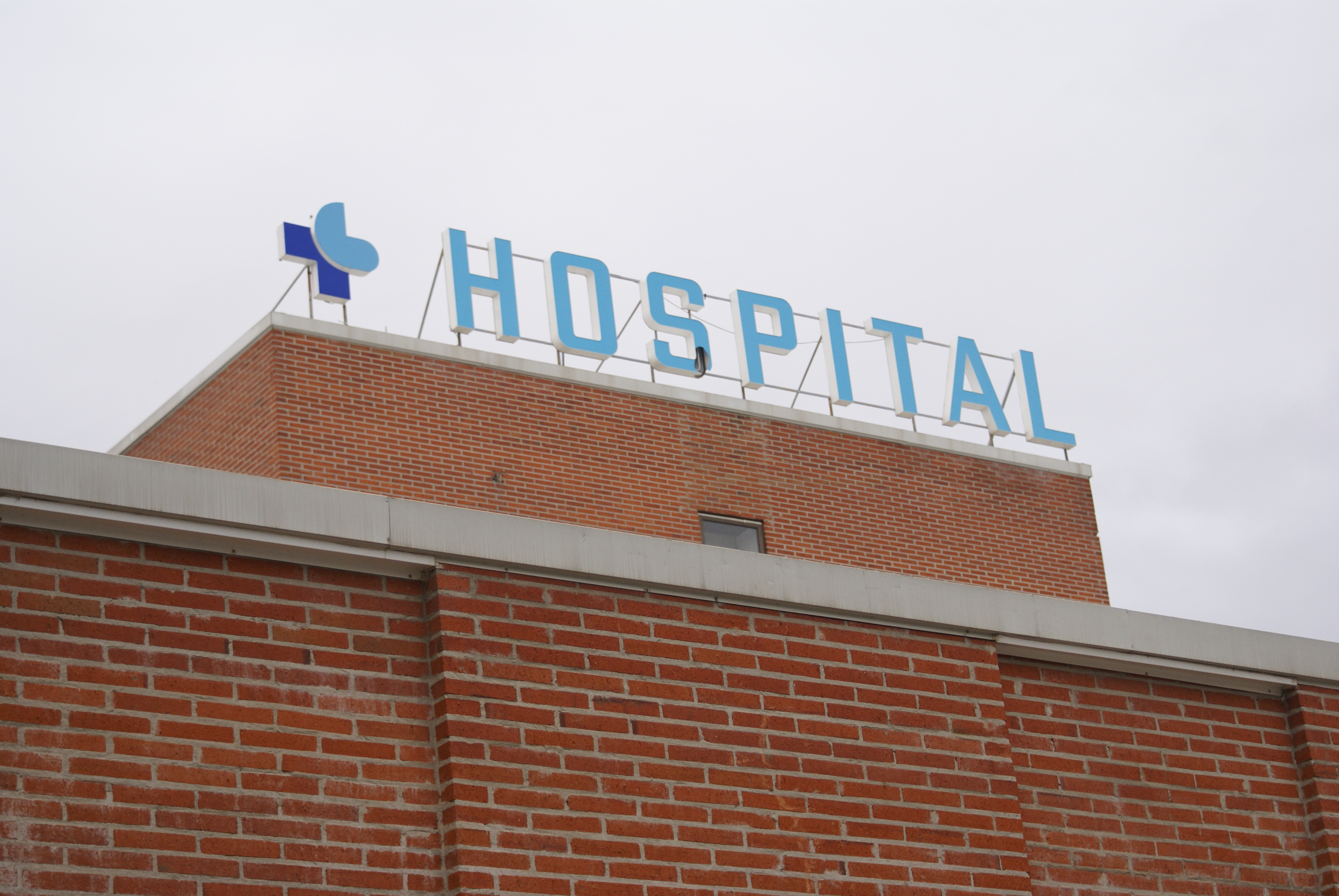
Hospital de Medina del Campo, en la provincia de Valladolid, España.

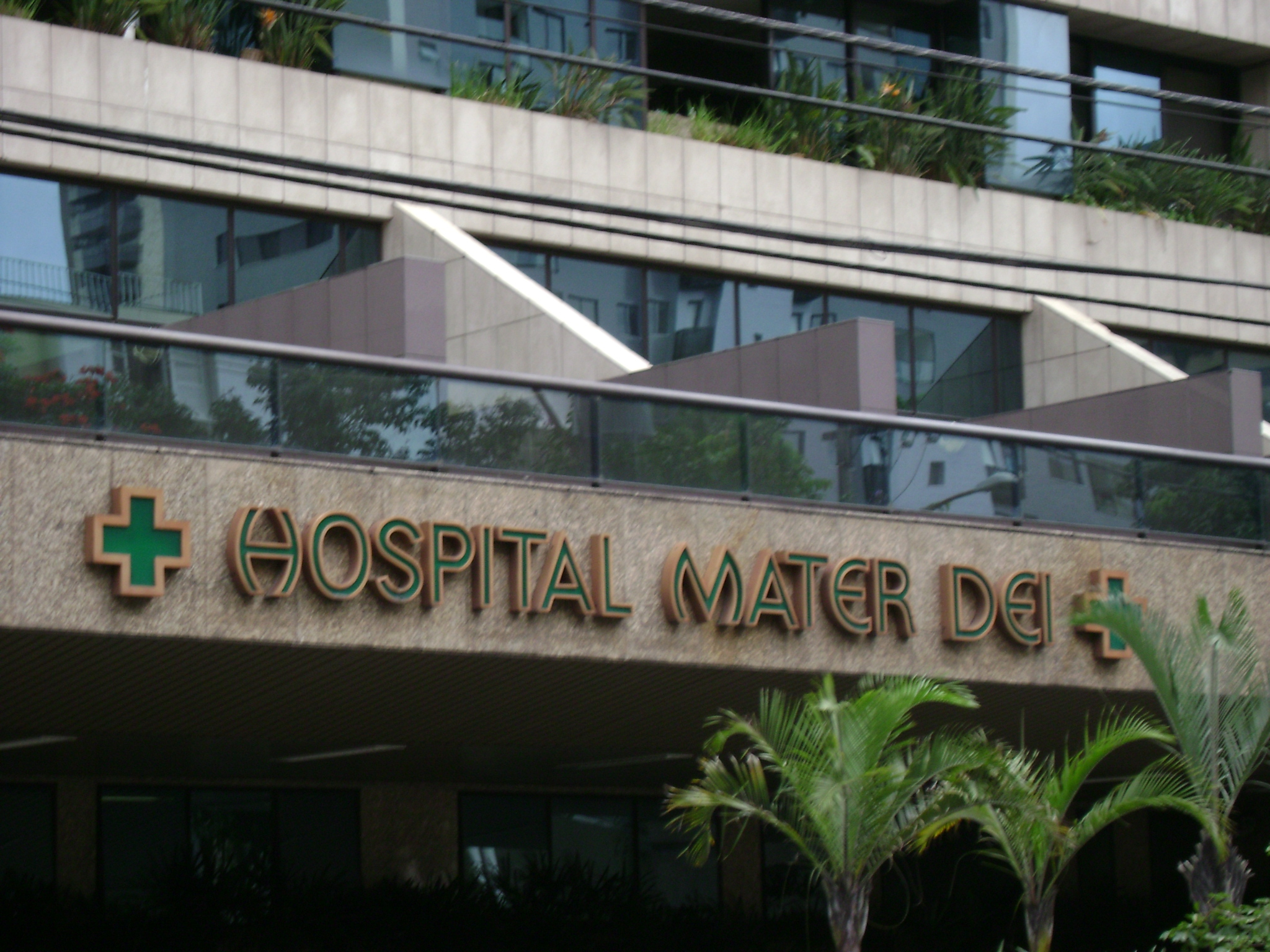
Fachada de un hospital en Belo Horizonte, Brasil.

Un hospital o nosocomio es un establecimiento destinado para la atención y asistencia a enfermos por medio de personal médico, enfermería, personal auxiliar y de servicios técnicos durante 24 horas, 365 días del año y disponiendo de tecnología, aparatología, instrumental y farmacología adecuadas. Existen tres clases de hospitales: de Primer, Segundo y Tercer niveles, siendo su asistencia de menor a mayor complejidad. Dentro de ellos se atiende a pacientes con afectaciones que irán de simples a gravísimas, críticas, cuidados paliativos o incluso terminales.

## Historia

### Antigüedad clásica
Fa Xian, un monje budista chino que viajó por la India en el año 400, atestiguo instituciones de curación en la antigua India.
Según el Mahavansha la antigua crónica de la realeza cingalés, escrita en el siglo VI d. C., el rey Pandukabhaya de Anuradhapura (437–367 a. C.) tenía casas y hospitales. Un hospital y centro de formación médica también existía en Gundeshapur una ciudad importante del Imperio persa fundada en el 271 por Sapor I. En la Antigua Grecia, templos dedicados al dios sanador Asclepio, conocido como Asclepeion, funcionaban como centros de asesoramiento médico, pronóstico y curación. La Asclepeia se extendió al Imperio romano. Si bien la atención médica pública no existía en el Imperio Romano, existían hospitales militares llamados valetudinaria estacionados en cuarteles militares y servían a los soldados y esclavos dentro del fuerte. Existe evidencia de que había algunos hospitales civiles, aunque no estaban disponibles para toda población romana. En ocasiones se construían de forma privada en hogares romanos extremadamente ricos ubicados en el campo para esa familia, aunque esta práctica parece haber terminado en el 80 DC.

### Edad Media
Cuando el cristianismo se convirtió en una religión aceptada en el Imperio Romano, se produjo una expansión en la atención de salud de las personas, motivada por el mandamiento cristiano de amar al prójimo, en especial a los más pobres y necesitados. El Primer Concilio de Nicea, en el año 325 d. C., dio impulso a la construcción de un hospital en cada ciudad que tuviera una catedral. Así surgieron los hospitales construidos por San Sansón en Constantinopla y por el obispo de Cesarea, Basilio. Estos hospitales estaban abiertos para atender a toda la población.
En el siglo XII, Constantinopla ya contaba con dos hospitales bien organizados, a cargo de médicos tanto hombres como mujeres. Las instalaciones incluían lugares especiales para procedimientos, cirugías y la atención de varias enfermedades.

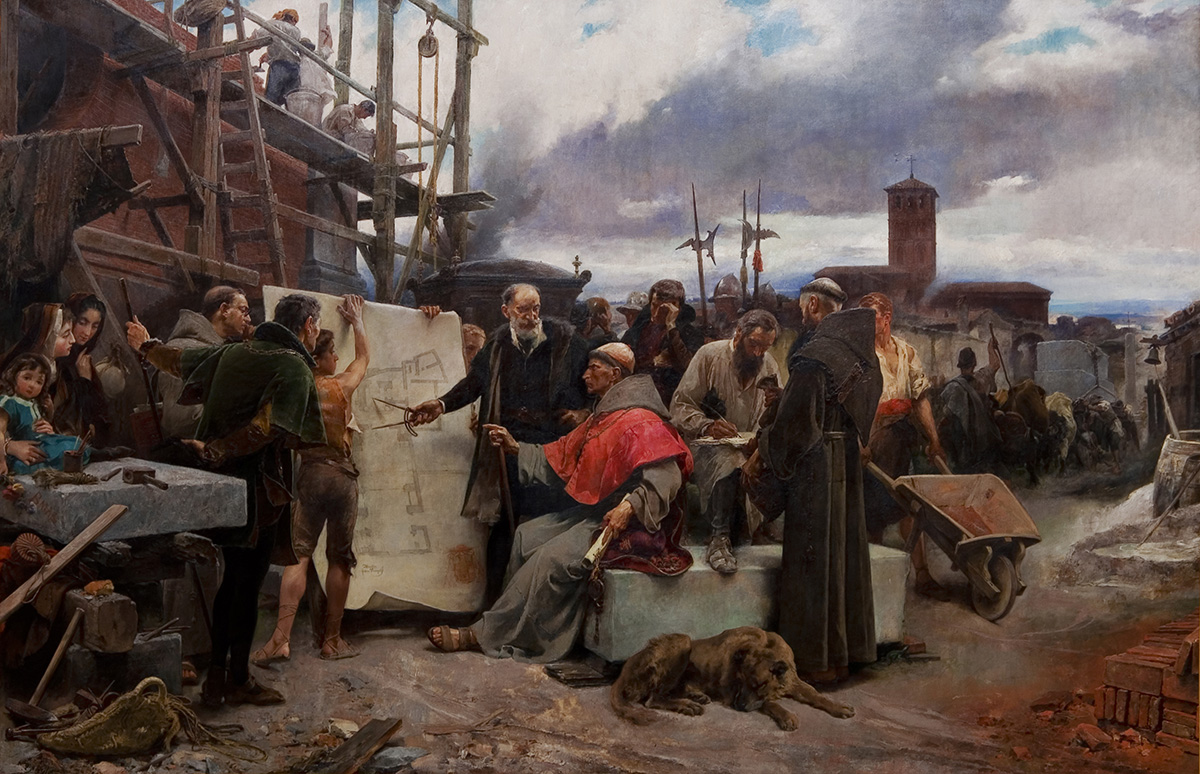
El cardenal Cisneros, dirigiendo las obras del Hospital de Illescas (Toledo), de Alejandro Ferrant y Fischermans.

### Edad de Oro del islam
El conocimiento médico se transmitió al mundo islámico a través del Imperio bizantino. El primer hospital general del mundo islámico fue construido en 805 en Bagdad por Harún al-Rashid. En el siglo X, Bagdad tenía cinco hospitales más, mientras que Damasco tenía seis hospitales en el siglo XV y solo Córdoba tenía 50 hospitales principales, muchos exclusivamente para militares. El hospital islámico era una institución elaborada con una amplia gama de funciones. En el islam, existía un imperativo moral para tratar a los enfermos independientemente de su estado financiero. Los hospitales islámicos tendían a ser grandes estructuras urbanas y eran en gran medida instituciones seculares, muchas abiertas a todos, ya sean hombres o mujeres, civiles o militares, niños o adultos, ricos o pobres, musulmanes o no musulmanes. El hospital islámico sirvió para varios propósitos, como un centro de tratamiento médico, un hogar para pacientes que se recuperaban de enfermedades o accidentes, un manicomio y un hogar de retiro con necesidades básicas de mantenimiento para ancianos y enfermos. Los hospitales en esta época fueron los primeros en requerir diplomas médicos para otorgar licencias a los médicos, y se podría hacer una compensación por negligencia.

## Asistencia especializada

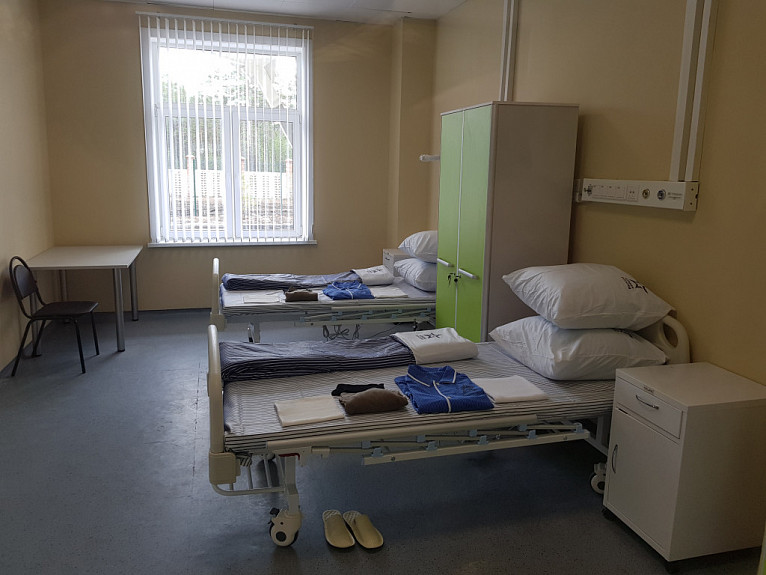
Habitación hospitalaria doble. Ulan-Ude, Buriatia

La asistencia sanitaria especializada incluye la hospitalización y la rehabilitación. Es distinta de la atención primaria integral de la salud, que incluye además de las acciones curativas y re-habilitadoras, las que tiendan a la promoción de la salud y a la prevención de la enfermedad del individuo y de la comunidad; se presta en el centro de salud y en el domicilio del paciente.
La Atención Especializada comprende:
- Asistencia especializada en consultas.
- Asistencia especializada en hospital de día médico o quirúrgico.
- Hospitalización en régimen de internamiento.
- Hospitalización domiciliaria.
- Procedimientos diagnósticos y terapéuticos.

## Estructura del hospital
La estructura de un hospital está especialmente diseñada para cumplir las funciones de prevención, diagnóstico y tratamiento de enfermedades. Sin embargo, muchos hospitales modernos poseen la modalidad y estructura denominada Cuidados Progresivos. En este tipo de hospitales, no hay salas divididas por especialidades médicas como en los hospitales clásicos, sino que el cuidado del enfermo se logra en forma progresiva, según su gravedad y complejidad. En este tipo de hospital, suele haber un área de cuidados críticos, otra de cuidados intermedios y por último una de cuidados mínimos y auto-cuidados. Los pacientes ingresan a través del Servicio de Urgencias a una u otra áreas, según su gravedad. Un paciente gravemente enfermo y con riesgo de perder la vida ingresará seguramente a Cuidados Críticos, y luego, al mejorar (salir de su estado crítico), se trasladará a Cuidados Intermedios, luego a Mínimos y así, sucesivamente, hasta dar el alta médica.[cita requerida]

## Organización hospitalaria

### Sistema asistencial

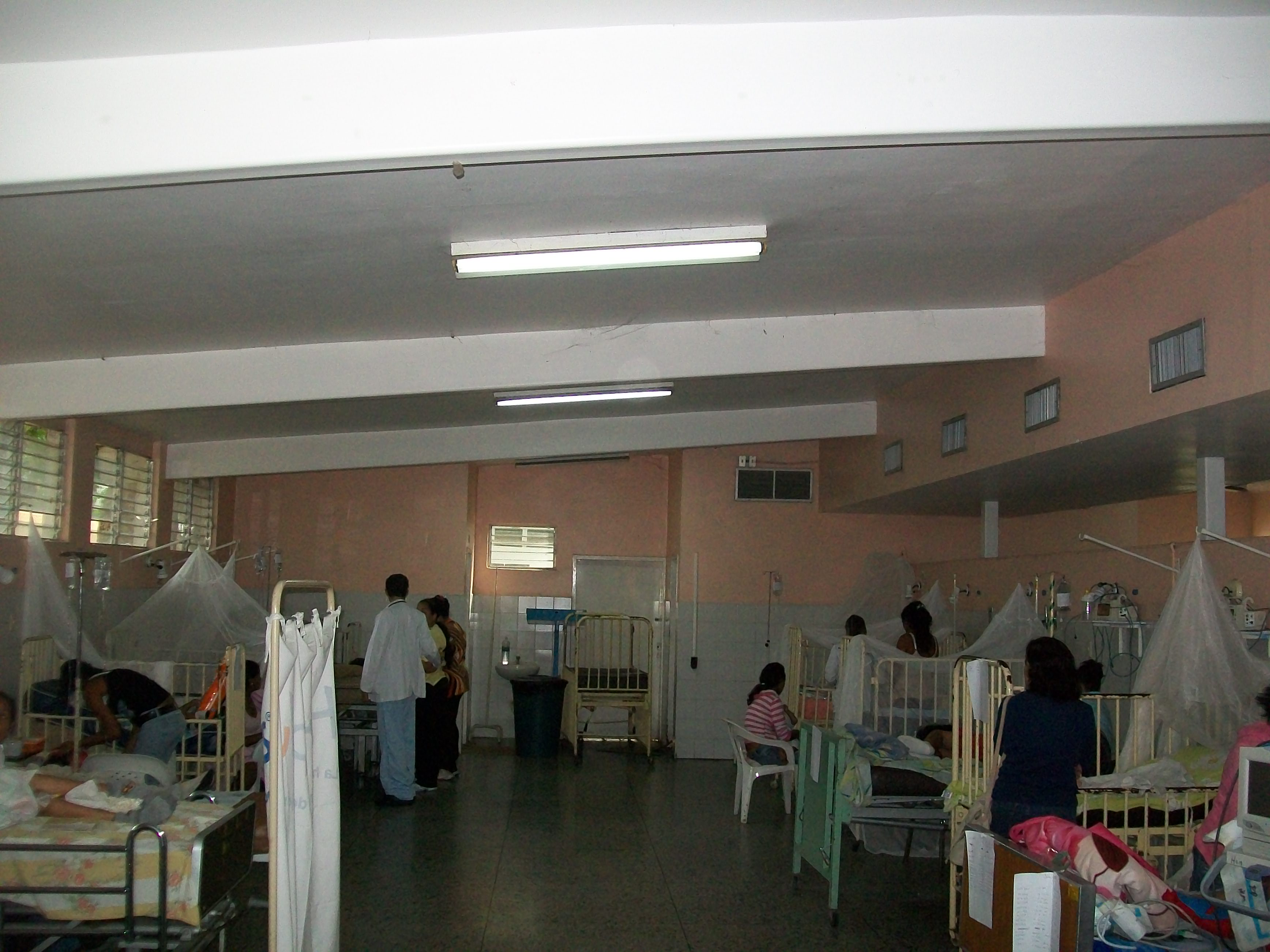
Sala de observación de pacientes pediátricos del Hospital Central de Maracay, Venezuela.

Engloba a todas las áreas del hospital que tienen una función asistencial, es decir atención directa del paciente por parte de profesionales del equipo de salud. Hay dos áreas primordiales en la asistencia directa del paciente:
- los consultorios externos para atender pacientes con problemas ambulatorios (que no requieren internación)
- las áreas de unidad del paciente, para cuidado de problemas que sí requieren hospitalización.

-unidad del paciente: se nombra así al espacio y conjunto que utiliza el paciente durante su estancia en el hospital, puede ser una habitación individual o con varias camas  separadas por medio de cortinas. Esta debe tener espacio suficiente para acceder a la cama por 3 de sus lados y contar con un cajonera para guardar pertenencias del paciente, toma de oxígeno y toma de vacío.
Un hospital de primer nivel abarca atención preventiva - curativa. En la atención primaria se llega a consulta externa por algún padecimiento no urgente.
En un hospital de Segundo Nivel se da la atención a pacientes con padecimientos de urgencia. Es pues, la atención que se brinda a los pacientes en un espacio más amplio, ya que la mayoría de estos presentan ya patologías que no se pueden tratar en el Primer Nivel de Atención, las que se deben de confirmar, y analizar para poder llevar a cabo el tratamiento y finalmente la restauración completa de la salud del paciente.
Los hospitales de Tercer Nivel son un conjunto de establecimientos de salud con niveles de complejidad diferentes, necesarios para resolver con eficacia necesidades de salud de diferente magnitud y severidad. Este nivel es ámbito nacional y constituye el centro de referencia de mayor complejidad nacional y regional. Aquí trabajan especialistas para la atención de problemas patológicos complejos, que necesitan equipos e instalaciones especializadas.

### Sistema administrativo contable
Este sistema tiene que ver con las tareas administrativas de un hospital. En él se encuentran áreas como admisión y egreso de pacientes, otorgamiento de turnos para consultorios externos, departamento de recursos humanos, oficinas de auditoría, farmacia, entre otras. En sí toda oficina que trabaja con el público en algún proceso o trámite con documentación, es una oficina administrativa. El área contable del hospital se encarga primariamente de la facturación de las prestaciones dadas a las entidades de cobertura correspondientes.

### Sistema gerencial
Está compuesto según los hospitales por gerencias o direcciones. Las más destacada es la Gerencia Médica, que organiza o dirige el funcionamiento global del hospital, sus políticas de prevención, diagnóstico y tratamiento, y el presupuesto, entre otros temas.

### Sistemas de información
Se refiere al sistema informático que tiene el hospital y que soporta su funcionamiento en redes de computadoras y programas diseñados especialmente para el correcto funcionamiento de todas las áreas. Es manejada generalmente por un Departamento o gerencia de Sistemas de Información.

### Sistema técnico
Engloba a todas las dependencias que proveen soporte, mantenimiento preventivo y Bioingeniería en una institución.

### Docencia e investigación
La docencia en un hospital es un punto clave en la formación de profesionales. La docencia y la investigación están ligadas en varios aspectos. Muchos hospitales poseen sistemas de capacitación y formación de nuevos profesionales como residencias y becarios (fellowships), con programas bien organizados para que el nuevo profesional del equipo de salud obtenga la mejor formación posible.

### Organización político administrativa

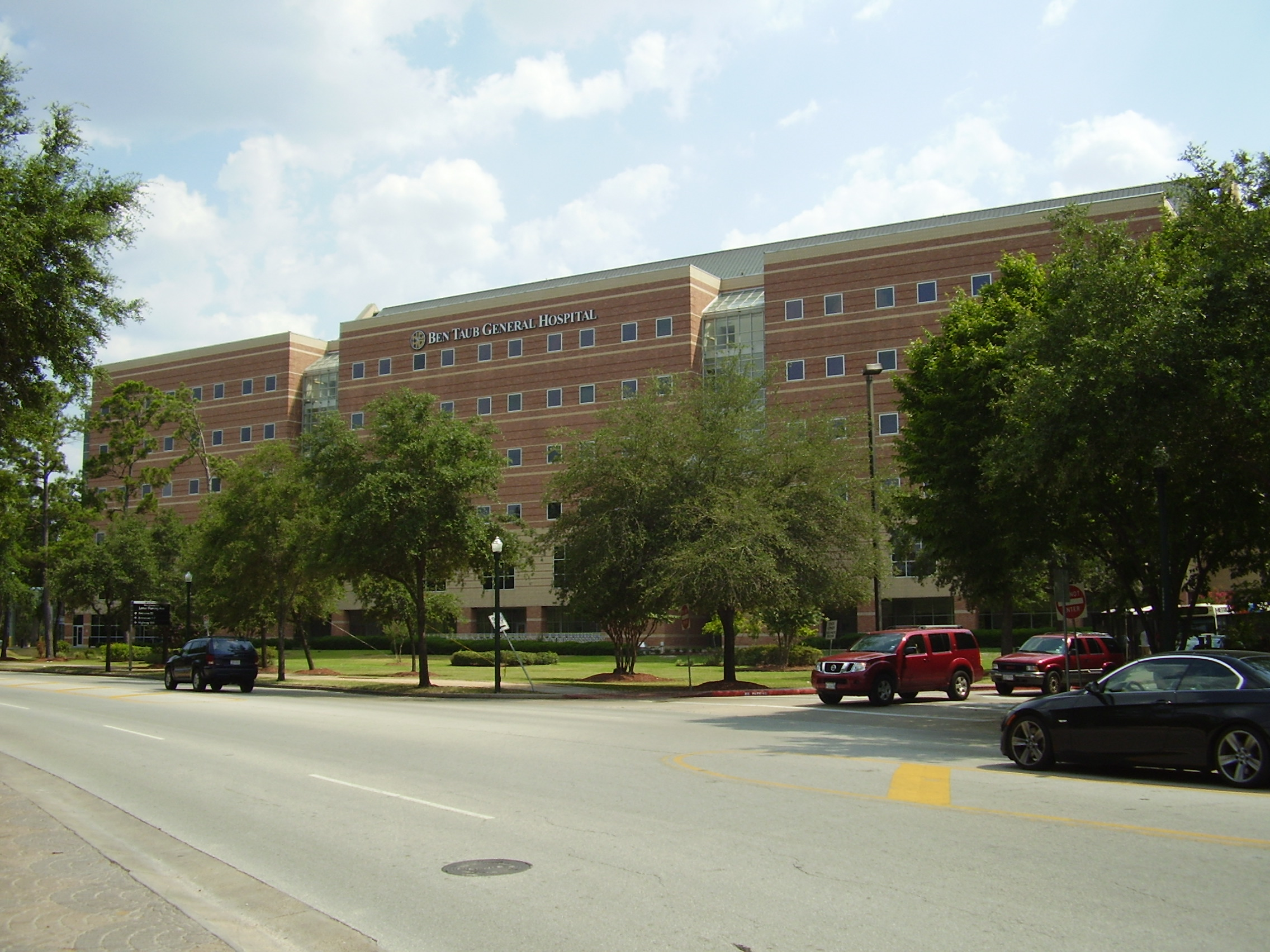
Ben Taub General Hospital ("Hospital General Ben Taub") del Harris County Hospital District (Distrito de Hospitales del Condado de Harris) en el Texas Medical Center, Houston

El Sistema Sanitario consume en España en torno al 7% del PIB (alrededor de 100.000.000.000 €). Ocupa un lugar clave en las políticas públicas y en la concepción política de los derechos de los ciudadanos y del papel del Estado en la provisión de servicios.
En el hospital aparece la idea de la organización como un espacio común en el que cada individuo contribuye con su excelencia profesional a la meta y objetivos de la misma. Por lo general, los componentes de la estructura organizativa de los hospitales suelen ser:
El Comité Director
Compuesto por los siguientes órganos directivos: Dirección Gerencia, Subdirección Gerencia, Subdirección de Comunicación y Relaciones con el Ciudadano, Dirección Médica, Dirección de Enfermería, Dirección de Servicios Generales, Subdirección de Personal, Subdirección de Desarrollo Tecnológico y Sistemas de Información, Los subdirectores médicos.
Actuará como Presidente, la Dirección Gerencia y, en ausencia de ésta, la Subdirección Gerencia. Será función del Comité Director, la organización general del Hospital, la planificación estratégica, la coordinación general entre las diferentes áreas, la elaboración de planes y propuestas en materia de organización y gestión de la actividad asistencial, en materia de gestión de personal, así como en lo relativo a la gestión de infraestructuras, instalaciones y equipamientos. El Comité Director establecerá, igualmente, los criterios generales para el establecimiento de los acuerdos anuales con las unidades y servicios, en materia de objetivos operativos, así como para la distribución de incentivos vinculados al complemento de rendimiento profesional. Será función del Comité Director el análisis de las situaciones vinculadas al ejercicio de los derechos establecidos en la Carta de Derechos y Deberes de los usuarios del SSPA, así como el establecimiento de las acciones correctoras necesarias. Igualmente, se ocupará del análisis permanente de la situación en materia de accesibilidad asistencial, así como de la adopción de cuantas medidas sean precisas para garantizar este derecho e los términos establecidos por la normativa vigente. El Comité Director se reunirá, al menos, una vez a la semana, de acuerdo con los criterios y necesidades establecidos por la Dirección Gerencia y resto de sus miembros.
La Comisión de Dirección
Compuesta por la totalidad de órganos directivos del Hospital y los directores de Distrito de Atención Primaria de Granada y Metropolitano, tendrá funciones de análisis y evaluación de los diferentes planes y programas, asistenciales, docentes e investigadores, coordinación interna y cooperación asistencial, planificación operativa, seguimiento de los objetivos anuales. La Comisión de Dirección analizará los objetivos establecidos en el contrato Programa anual, planificando las acciones necesarias para el logro de los mismos; igualmente, evaluará de forma periódica el desarrollo de las diferentes actividades vinculadas a alcanzar los objetivos propuestos. La Comisión de Dirección elaborará las propuestas de renovación de equipamiento anual, en el marco general de planificación previamente establecido, así como las propuestas en materia de mantenimiento y renovación de infraestructuras. La Comisión de Dirección aprobará las medidas orientadas a mejorar la coordinación general entre las diferentes áreas funcionales, centros integrados en el Hospital; y Centros de Salud del Área de referencia. La aplicación de la Política de Calidad del Hospital, será objeto de debate y evaluación en el seno de la comisión de Dirección, que propondrá la realización de las acciones necesarias para una eficaz implantación de las líneas de gestión. La Comisión de Dirección aprobará las líneas generales en materia de Formación Continuada de los profesionales, que habrá de ser coherente con las prioridades estratégicas establecidas. La Comisión de Dirección establecerá las líneas prioritarias en materia de investigación, así como la asignación de recursos básicos necesarios para apoyar el desarrollo de dichas líneas. La Comisión de Dirección se reunirá, en sesión ordinaria, al menos con carácter bimensual, pudiendo reunirse en sesión extraordinaria cuantas veces sea preciso.
La Comisión de Dirección del centro
En el Hospital General, el Hospital de Traumatología y en el Hospital Materno Infantil existirá una Comisión de Dirección de Centro cuyas funciones son la coordinación general entre las diferentes áreas y la elaboración de planes y propuestas en materia de organización y gestión de la actividad asistencial
Propondrá al Comité Director del Hospital para su aprobación los planes y propuestas en materia de gestión de personal, así como en lo relativo a la gestión de infraestructuras, instalaciones y equipamientos. Propondrá, igualmente, los criterios generales para el establecimiento de los acuerdos anuales con las unidades y servicios, en materia de objetivos operativos, así como para la distribución de incentivos vinculados al complemento de rendimiento profesional.
Será función de la Comisión de Dirección de Centro el análisis de las situaciones vinculadas al ejercicio de los derechos establecidos en la Carta de Derechos y Deberes de los usuarios del SSPA, así como el establecimiento de las acciones correctoras necesarias. Igualmente, se ocupará del análisis permanente de la situación en materia de accesibilidad asistencial, así como de la adopción de cuantas medidas sean precisas para garantizar este derecho e los términos establecidos por la normativa vigente.
La Comisión de Dirección de Centro está compuesta por los siguientes órganos directivos:
- Subdirección Médica del Centro
- Subdirección de Enfermería del Centro
- Subdirección de Servicios Generales del Centro
- Responsable de atención al usuario del Centro

En el Hospital General formaran parte también:
- La Subdirección Médica responsable de servicios centrales de apoyo al diagnóstico
- La Subdirección Médica de cooperación e integración asistencial

Actuará como Presidente, la Subdirección médica del centro y, en ausencia de ésta, la Subdirección de enfermería.
La comisión de Dirección de Centro se reunirá, al menos, una vez a la semana.
El Comité de Calidad. La gestión de la calidad es objetivo estratégico del Hospital. En este sentido, la dirección de las políticas de calidad reside en la Dirección Gerencia, contando con el apoyo del Comité de Calidad para el análisis.
La Comisión de planificación y evaluación de la actividad quirúrgica
Con la finalidad de planificar el desarrollo de la actividad quirúrgica, la asignación de recursos a los diferentes servicios y la evaluación de la utilización de los mismos, se crea la Comisión de coordinación y evaluación de la actividad quirúrgica.
La Comisión de coordinación y evaluación de procesos asistenciales, consultas externas y procedimientos diagnósticos
La Comisión de nuevas tecnologías de la información y el conocimiento
El Comité asesor para la investigación
El Comité de Seguridad y Salud anti SIDA

### Organización práctica

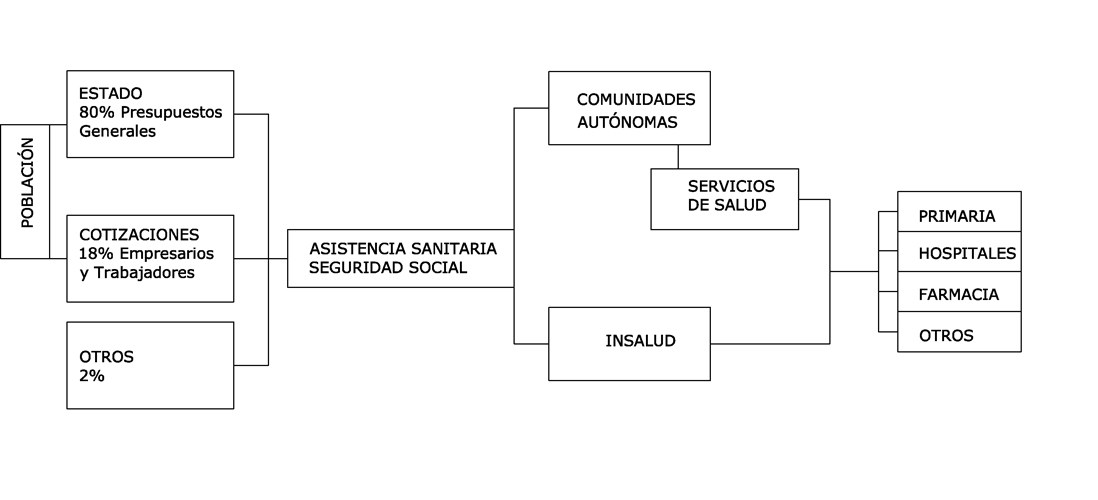
Un esquema que representa la confección del presupuesto en Sanidad del Estado español

El presupuesto de un hospital se empieza a gestar con los presupuestos generales del Estado y de la comunidad autónoma. La financiación, en este sentido, proviene básicamente de los impuestos recaudados por el Estado (80 %), de las cotizaciones de los trabajadores y empresarios (18 %) y de los ingresos propios del sistema (2%).
Cada Servicio de Salud de las comunidades autónomas negocia con sus hospitales el presupuesto del año, pero debe garantizar que la suma de lo distribuido es igual al total aprobado por el Parlamento global.

## Clasificación

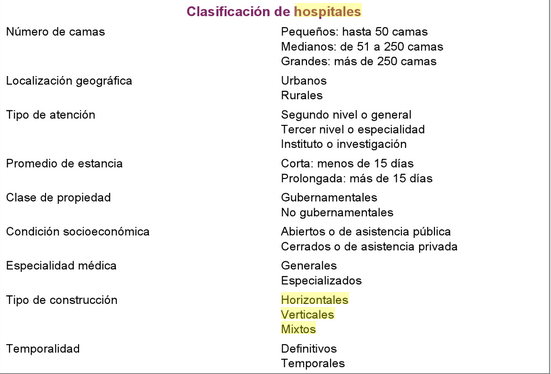
Clasificación general de hospitales

### Según sus recursos
En algunos países camas, como en España, Cuba, República Dominicana y México, se diferencian grados de cualificación entre hospitales
- Hospital de primer nivel

En este nivel, se atiende a la población para la prevención de enfermedades, medicina general, además de poseer aparatos de menor complejidad.
Generalmente, son llamados, sanatorios, dispensarios o ambulatorios, y atienden necesidades como la odontología, consultas generales, ginecología, atención de urgencias mediana, laboratorio, además, partos no complejos.
Asimismo, es encargado de la prevención de enfermedades, así como la educación de la población para prevenirlas, por lo tanto, es el encargado de la salud integral de la población y su recuperación.
En un nosocomio de primer nivel se hace necesaria la presencia para su correcto funcionamiento:Una sala de cura, doctores de medicina general, y algunos especialistas
- Hospital de segundo nivel

El nivel de complejidad es medio, algunos serán especialistas y están preparados para atender cualquier emergencia en específico, como cesáreas de mediana complejidad, entre otras complicaciones no tan graves que ameriten atención no compleja.
Cabe señalar, que este segundo nivel también es el encargado de atender desastres naturales con la prontitud necesaria
- Hospital de tercer nivel

En este nivel se reciben a los referidos de otros niveles para algún tipo de rehabilitación, o referidos de otras instituciones donde no se pueda atender debido a su alta complejidad o falta de instrumentos necesario para la recuperación del paciente. Pudiendo ser necesario de intervenciones quirúrgicas de extrema prontitud y de atención.
Cabe considerar, que este tercer nivel, además, es el encargado de unidades oncológicas,
Rayos X, ecosonografías, lesiones tumorales, mamografías, entre otras patologías graves, para una atención de emergencia o de tratamientos largos y rigurosos de extrema importancia para salud pública.
Referente a lo mencionado el hospital, siendo un refugio para los enfermos que necesitan ser atendidos para prevenir enfermedades o curarlas, sean de emergencias o no,  son categorizados dependiendo de lo grande que sea su estructura o cantidad de especialistas que posea un hospital, así mismo, es importante, el hecho de que la instituciones hospitalarias son además categorizadas no solo por su personal sino, también, por el equipamiento necesario para la atención especial que necesita todo paciente sea de emergencia o de prevención.

### Según su dedicación

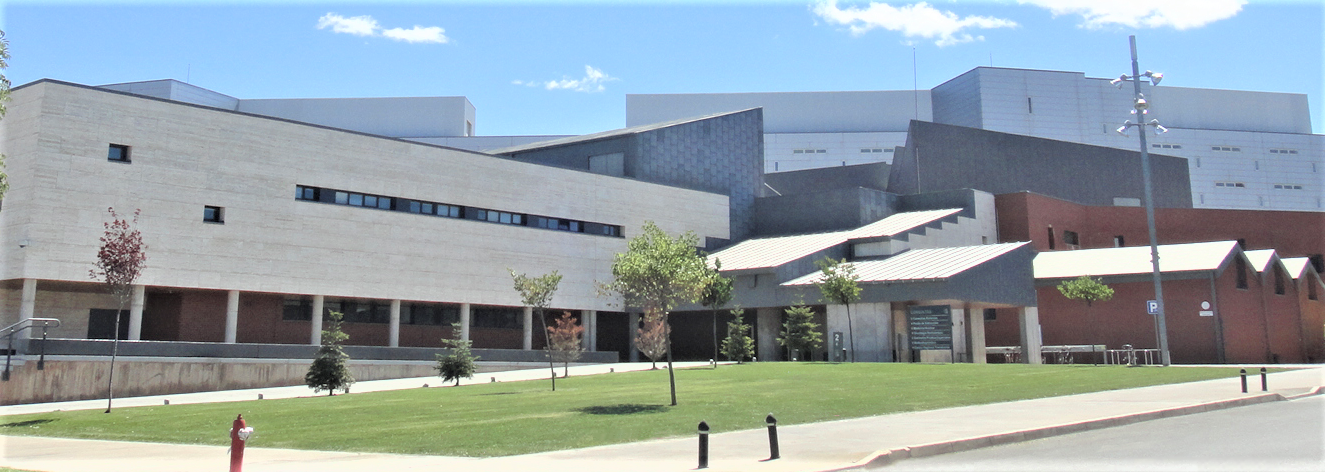
Hospital General Universitario de Ciudad Real (España).

Puede incluir una o varias de las siguientes denominaciones:
- Hospital Central
- Hospital de convalecientes
- Hospital de mujeres (maternidad y ginecología)
- Hospital de varones (andrología)
- Hospital general
- Hospital geriátrico
- Hospital materno-infantil (ginecología y pediatría).
- Hospital militar (hospital de sangre, hospital de campaña, buque hospital)
- Hospital pediátrico (pediatría y especialidades pediátricas)
- Hospital psiquiátrico
- Hospital universitario
- Lazareto

### Según su complejidad
En algunos países se divide a los hospitales según su complejidad en baja y alta complejidad. O aplican sistemas de calificación más rigurosos y extensos, divididos en varios niveles de complejidad.
Todos los hospitales e institutos, se clasifican en establecimientos de alta, mediana o baja complejidad, de acuerdo a su capacidad resolutiva, determinada sobre la base del análisis en conjunto de los siguientes criterios
- Función dentro de la red asistencial teniendo presente los distintos niveles de complejidad de la red.
- Servicio de apoyo diagnóstico y terapéutico considerando su resolutividad, disponibilidad de recursos humanos, equipamiento, horario de atención y procedimientos o exámenes a realizar.
- Grado de especialización de sus recursos humanos.

Alta complejidad: Dan cobertura a toda la población del sistema de salud para dar prestaciones de alta complejidad según cartera de servicios definida por el gestor de red. Pueden ser establecimientos autogestionados, es decir, funcionalmente desconectados del servicio de salud, en la medida que haya obtenido dicha calidad. 
Mediana complejidad: Su complejidad está dada por el nivel de atención que entrega, los servicios de apoyo y/o las especialidades con las que cuenta. Dan cobertura a la población que forma parte de su jurisdicción, más la derivada de otros establecimientos de su red. Depende administrativamente del servicio de salud al cual pertenece.
Baja complejidad: Cumplen principalmente un rol de acercamiento de la salud a la población, sobre todo en zonas extremas y con alta ruralidad. Constituyen centros de salud primaria en los lugares donde son los únicos establecimientos de salud. Dan cobertura a toda la población de su jurisdicción en prestaciones de baja complejidad y son contra referencia de hospitales de mayor complejidad. Eventualmente pueden desarrollar planes pilotos y/o estrategias de prestaciones específicas orientadas al diagnóstico o tratamiento de ciertas patologías principalmente GES, utilizando entre otras herramientas de telemedicina. Dependen administrativamente del servicio de salud al cual pertenecen

## Accesibilidad
El transporte urbano metropolitano suele dotar de servicio a todos los barrios con el hospital a través de diferentes líneas. Así como el servicio de taxis.
El servicio de ambulancias del hospital se concreta según los convenios de cada comunidad autónoma con la empresa correspondiente. En el caso del hospital de Elche el servicio está prestado por el SAMU (Servicio o Sistema de Asistencia Médica de Urgencias) si el paciente no está estable y requiere actuación por el camino, en cuyo caso se da la alarma en urgencias para prepararse a su llegada, en unidades equipadas como las SVB (Soporte Vital Básico) o las SVA (Unidad de Soporte Vital Avanzado), o si no hay peligro es una simple T.N.A (Transporte no asistido) la que presta el servicio. También encontramos las DYA (Detente y Ayuda), que es una asociación de ayuda en carretera sin ánimo de lucro.
Los vehículos particulares suelen tener parada para descargar al enfermo enfrente de la entrada de urgencias, en la zona reservada para carga y descarga, y parada del autobús. O puede estacionar en los aparcamientos adyacentes que corresponde al hospital garantizar.